# Pandi Raidhi
Pandi Raidhi (ur. 14 kwietnia 1921 w Korczy, zm. 1 lipca 1999 w Tiranie) – albański aktor. 

## Życiorys
W wieku 15 lat, po ukończeniu szkoły zaczął terminować w jednym z warsztatów w Korczy. Pierwszy raz zetknął się z teatrem amatorskim w czasie nauki w szkole. Zadebiutował na scenie w 1936 roku, rolą w „Dasma korçare” (Ślub w Korczy) w reżyserii Dhimitra Trajce. W 1941 roku przystąpił do ruchu oporu, działając w organizacji „Młodzież Antyfaszystowska” (Rinia Antifashiste), od 1943 roku walczył w jednym z oddziałów partyzanckich. Po wyzwoleniu Korczy w 1944 roku razem z Thimi Filipi rozpoczął pracę w szpitalu.
Powrót na scenę w 1948 zakończył się krótkim epizodem współpracy z Teatrem Ludowym (alb. Teatri Popullor) w Tiranie, po czym rok później wrócił do rodzinnego miasta by tam tworzyć grupę teatralną przy miejscowym domu kultury. W 1950 roku powstał Teatr Andon Zako Cajupi (pierwsza scena zawodowa w Korczy), w którym rozpoczął pracę Raidhi. W teatrze tym zagrał ponad 100 ról.
Debiutował w filmie w roku 1958 epizodyczną rolą w filmie Tana. Zagrał w 36 filmach fabularnych. W 1975 roku został uhonorowany tytułem Artysty Ludu (alb. Artist i Popullit). Imię Raidhiego nosi jedna z ulic w południowej części Korczy.
Od młodych lat interesował się sportem, w 1950 roku został mistrzem kraju w narciarstwie. Imię aktora nosi jedna z ulic w Korczy.

## Role filmowe
- 1958: Tana
- 1965: Vitet e para jako Kasëm
- 1967: Ngadhenjim mbi vdekjen jako Telo
- 1968: Horizonte të hapura jako Ymer
- 1970: Montatorja jako majster
- 1971: Kur zbardhi një ditë jako Loni
- 1972: Yjet e neteve te gjata jako Ago
- 1973: Krevati i Perandorit jako partyzant Meke
- 1974: Shpërthimi jako Lamja
- 1974: Shtigje të luftës jako ojciec Shabana
- 1975: Beni ecën vetë jako wujek Thoma
- 1975: Rrugicat që kërkonin diell jako kelner Bako
- 1976: Përballimi jako Pllaton Bubuqi
- 1976: Tokë e përgjakur jako Vasil
- 1976: Zonja nga qyteti jako Bako
- 1977: Flamur në dallgë jako Nostrom
- 1977: Monumenti jako ogrodnik
- 1977: Streha e re jako Loni
- 1979: Liri a vdekje jako Çarçani
- 1979: Ne vinim nga lufta jako Dulia
- 1980: Partizani i vogël Velo jako dowódca
- 1980: Shoqja nga fshati jako Bako
- 1981: Agimet e stinës së madhe jako Sharko Sheqi
- 1982: Nëntori i dytë jako Demir Arbana
- 1984: Duaje emrin tënd jako Thoma
- 1984: Kush vdes në këmbë jako wiejski ksiądz
- 1984: I paharruari jako robotnik Koli
- 1985: Vjeshte e nxehte e 41-se jako Bicaku
- 1986: Dasme e çuditshme jako Gani
- 1986: Rrethimi i vogël jako Meti
- 1987: Familja ime jako Tasi
- 1987: Përsëri Pranverë jako cieśla
- 1989: Njerez ne rryme jako ojciec sekretarza